# جائزة اليابان الكبرى للدراجات النارية 2009
جائزة اليابان الكبرى للدراجات النارية 2009 هو سباق دراجات نارية أقيم بتاريخ 26 أبريل 2009 في حلبة موتيجي. كان الجولة الثانية من أصل 17 في سباق الجائزة الكبرى للدراجات النارية موسم 2009. فاز الإسباني خورخي لورنزو بفئة الموتو جي بي بينما جاء الإيطالي فالنتينو روسي في المركز الثاني وحصل على المركز الثالث الإسباني داني بيدروسا.

## وصلات خارجية
- الموقع الرسمي